# Белорусская кухня

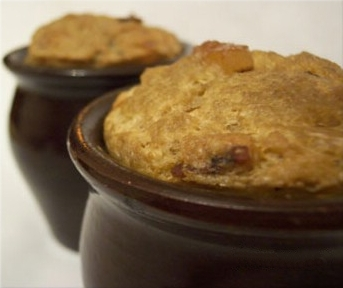
Картофельная бабка

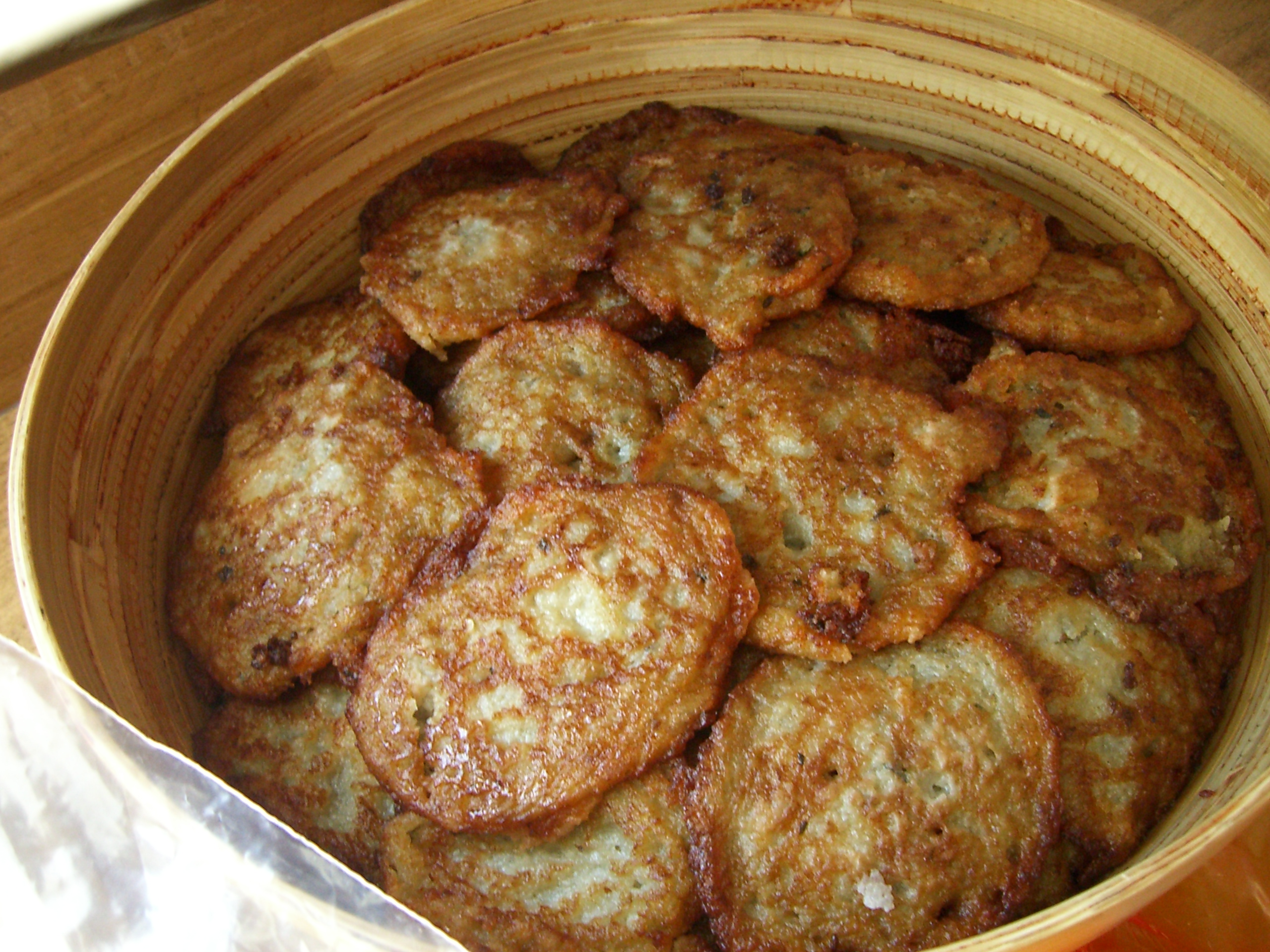
Драники (белор. дранікі)

Белору́сская ку́хня (бел. беларуская кухня) — национальная кухня белорусов. Отличительной особенностью белорусской кухни является широкое распространение блюд из картофеля, а также использование разнообразных колбас, круп, грибов и свинины.

## История
Белорусская кухня формировалась в течение многих столетий. Своеобразие белорусской кухни определяется климатическими условиями и в определённой степени географическим местоположением страны, находящейся на границе крупных геополитических регионов и испытавшей определённое влияние различных культур: православного востока, католического запада, северной прибалтийской культуры, мусульманских народов юга, еврейской корчемной кухни. В. Похлёбкин указывает на сословные и религиозные различия белорусского населения, препятствующие, на его взгляд, разработке национальных кулинарных приёмов и отдельных блюд, свойственных только белорусской кухне. По его мнению, свою самостоятельность белорусская кухня обрела к концу XIX века из-за разделения кухни Великого Княжества Литовского на белорусскую кухню и современную литовскую кухню.
Потребление мяса в старину было весьма низким. Популярностью пользовалось, как и у соседей-украинцев, солёное сало, которое солили, однако, со шкуркой. Грибы практически никогда не солили и не мариновали, а сушили, нередко перетирая после в муку.
Отличием от прочих славянских кухонь являлось почти полное отсутствие молочных блюд и сладостей. Сладости заменяли различные сладкие напитки — в качестве десерта часто служат различные виды студенистых киселей (овсяный, ягодный), ягодные пироги, также различная выпечка.

## Национальная кухня
Значительную часть национальной белорусской кухни составляют блюда из тёртого картофеля: драники, клёцки (клёцки с «душами»), колдуны, картофельные запеканки, бабка, драчены, капытки, комовики, лежень (картофельный рулет с начинкой), гульбишники, тушёный картофель с мясом и (или) грибами и др. При этом существует несколько способов натирания картофеля и получения картофельной массы:
- таркованная — сырой тёртый картофель, после натирания не отцеженный, а используемый вместе с выделившимся соком;
- клинкованная — сырой тёртый картофель, после натирания отцеженный, например, драники.;
- варёно-толчёная — пюре из отварного картофеля.

Картофель также используется при приготовлении некоторых салатов. Природные условия Белоруссии определили наличие в белорусской кухне грибов, ягод, рыбы и различных овощей.

### Мясные блюда

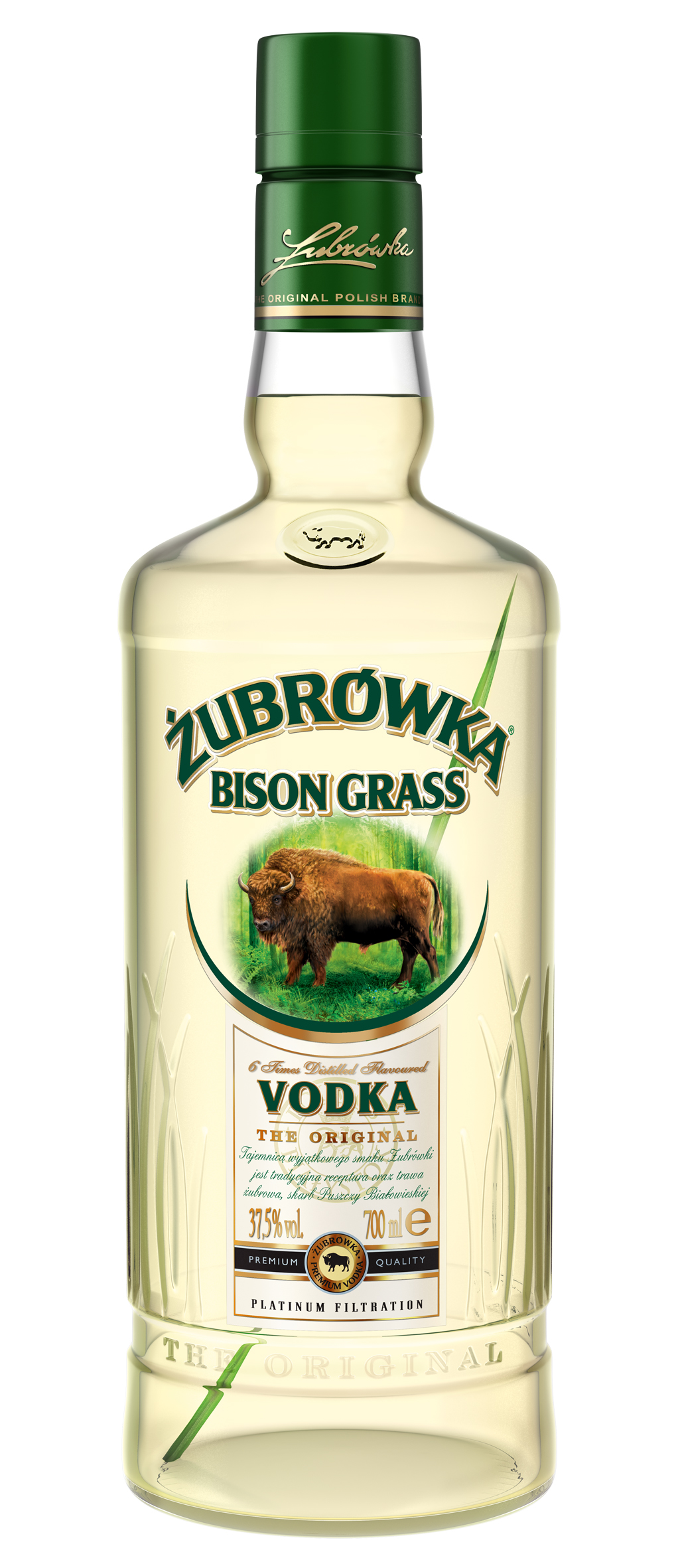
Зубровка — популярная в Белоруссии горькая настойка крепостью 40° из зубровки душистой, которая растёт в Беловежской пуще

Среди широко распространённых мясных блюд популярен бигос — мясо, тушённое с капустой, колдуны — драники с мясной начинкой. Также популярны зразы, полендвица, сальтисон, мачанка, шкварки, мясной пирог смажня (смаженка), зуцы (грибные котлеты с мясом), гречаники,
холодец, множество различных колбас (кишка, киндюк и др.), вяленое и копчёное мясо (бел. вяндліна), рулька. С мясными блюдами подаются различные соусы. Например, сметанный соус с зажаренным на свином сале луком и шкварками, тмином и чёрным перцем.

### Супы
Популярные супы: уха, жур, грибной суп, гороховый суп, борщ, солянка, свекольник, крупеня, различные холодники и др.

### Приправы
Среди приправ популярен тёртый хрен, тмин, кориандр, укроп. Острые приправы (перец и т. п.) в старину практически не использовались.

### Выпечка
Среди выпечки популярны блины, коржики, пряники, оладьи, печенье.

### Молочные блюда
Среди молочных блюд популярны сметана, затирка, используется большое количество твёрдых и мягких сыров («молодиво») и творогов.

### Напитки
Среди белорусских алкогольных напитков — водка (бел. гарэлка), старка, настойка на основе водки зубровка, горячие напитки на основе водки и мёда, крамбамбуль и крупник, различные бальзамы.
Белорусский квас — закисший берёзовый сок.

### Квашеные блюда
Популярны квашеная капуста, квашеные огурцы.

### Десерты
Десертов в белорусской кухне достаточно мало. Десерты представлены в виде кулаги (солодухи), творожников, гренок, выдержанных в молоке с мёдом, печенья, банкухи,
коржиков и перников, которые различаются в зависимости от региона по форме и вкусу.

## Современная кухня
Кухня белорусов весьма разнообразна. Она сформировалась под воздействием двух основных факторов:
- активное земледелие и широкое использование местных продуктов;
- влияние соседних стран и переселенцев.

Поэтому современная белорусская кухня сходна с литовской, украинской, польской, еврейской и русской.
Особенность данной простой и сытной кухни в том, что отсутствие широкой палитры продуктов (как, скажем, в средиземноморской) компенсируется разными способами обработки. Бланширование, тушение, запекание, варка, а иногда и всё вместе. Это также помогает сделать продукты не такими жирными, какими их предпочитали в начале XIX века, и даёт широкий простор для творчества, не выходя за рамки традиций.
Сейчас невозможно готовить так, как готовили в старину; ряд исконно белорусских продуктов — репа, пареная фасоль (бобовые вообще были очень популярны) — исчез, крупы теперь совсем иного свойства. Но многое осталось: капустные, гречишные и тыквенные блины, лазанка (мачанка с кусочками варёного теста), клёцки, соленья, супы на берёзовом квасе, на свёкле с белыми грибами, ягодные наливки, домашние колбасы, сало, запечённое сочное мясо (обязательно большими кусками), судак «по-радзивилловски».
Современный белорус потребляет около 162 кг картофеля в год (около 0,5 кг в день), только на 11 % его рацион состоит из трав и овощей. Растительного масла также потребляется достаточно мало, причём это в основном рафинированное. Высоко потребление сахара.

## Галерея

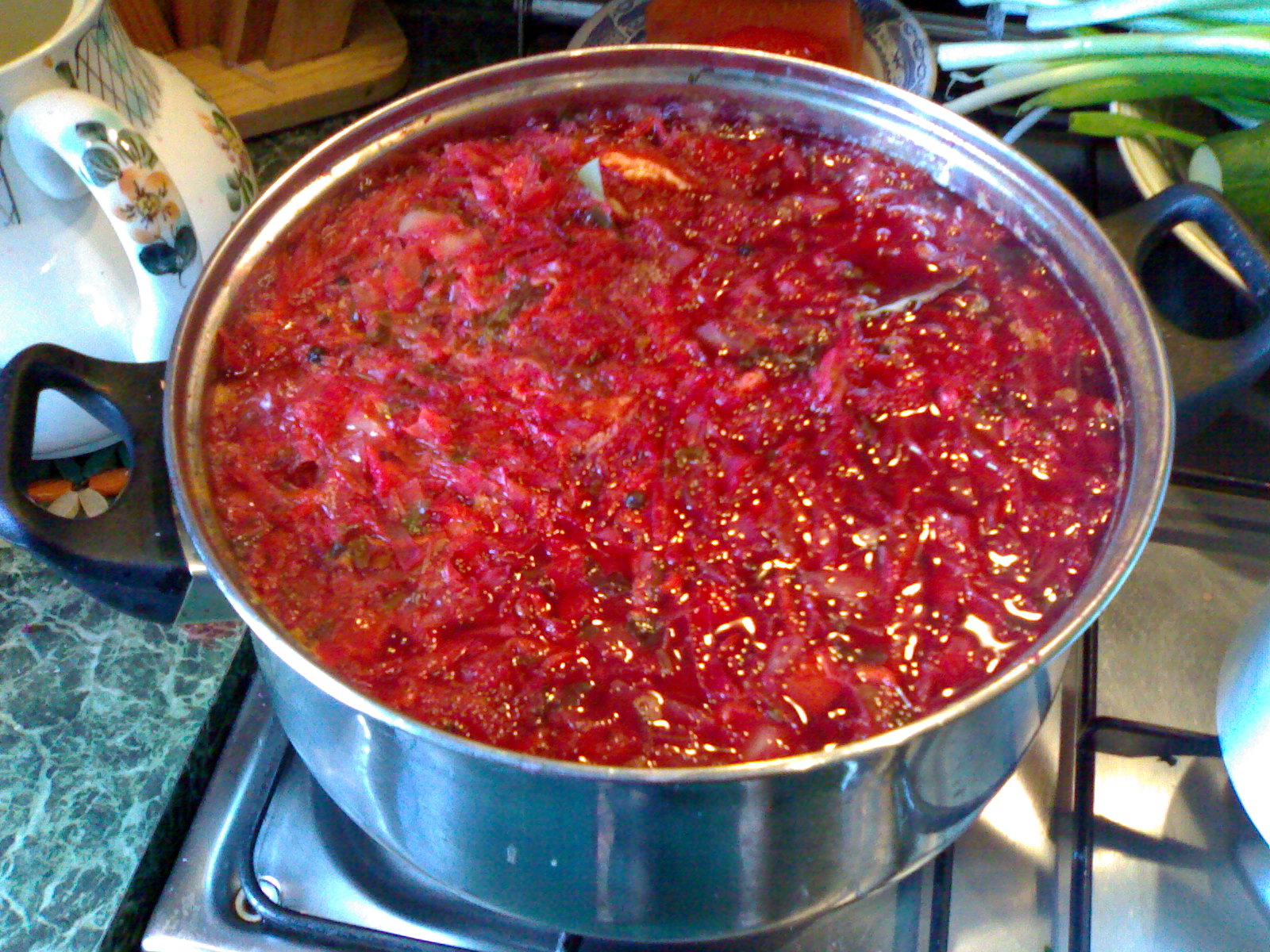
Борщ в процессе приготовления.
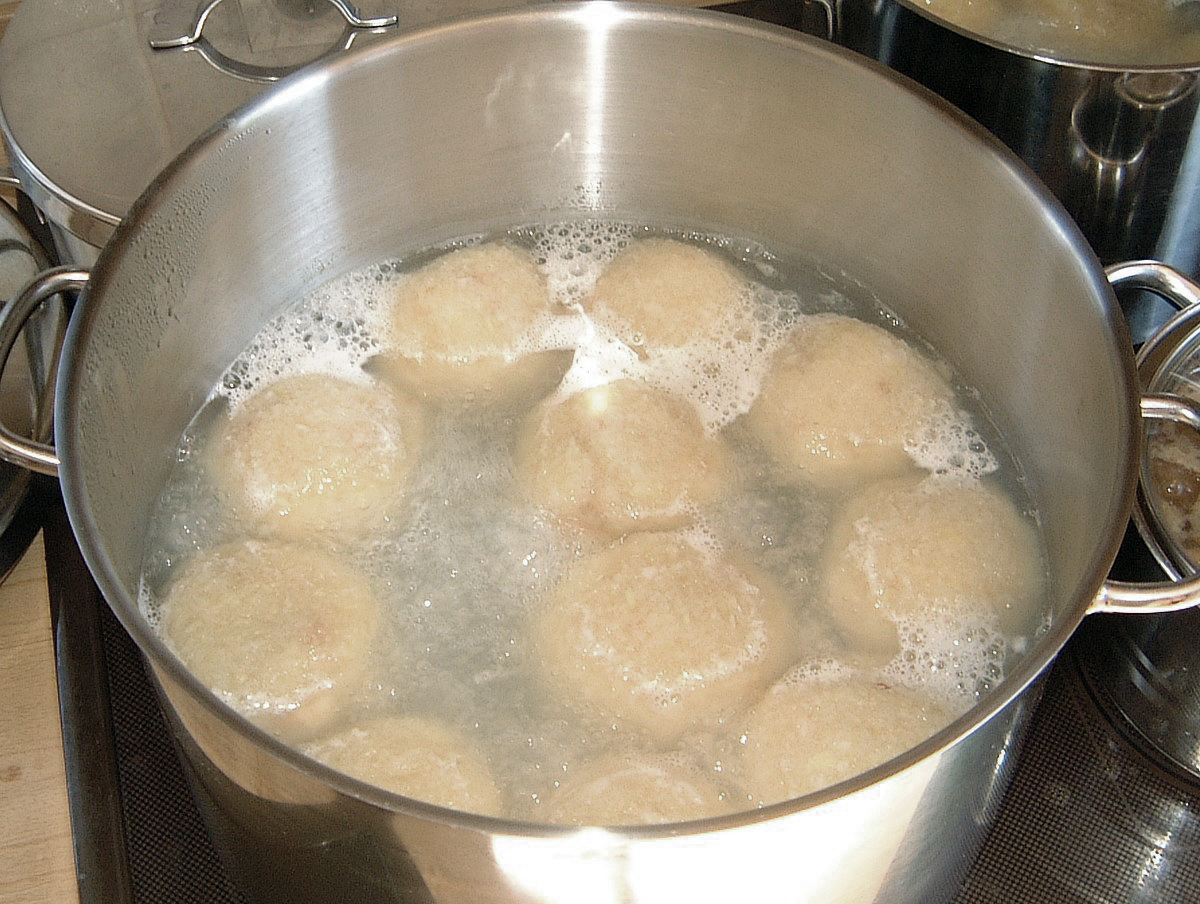
Клёцки во время приготовления
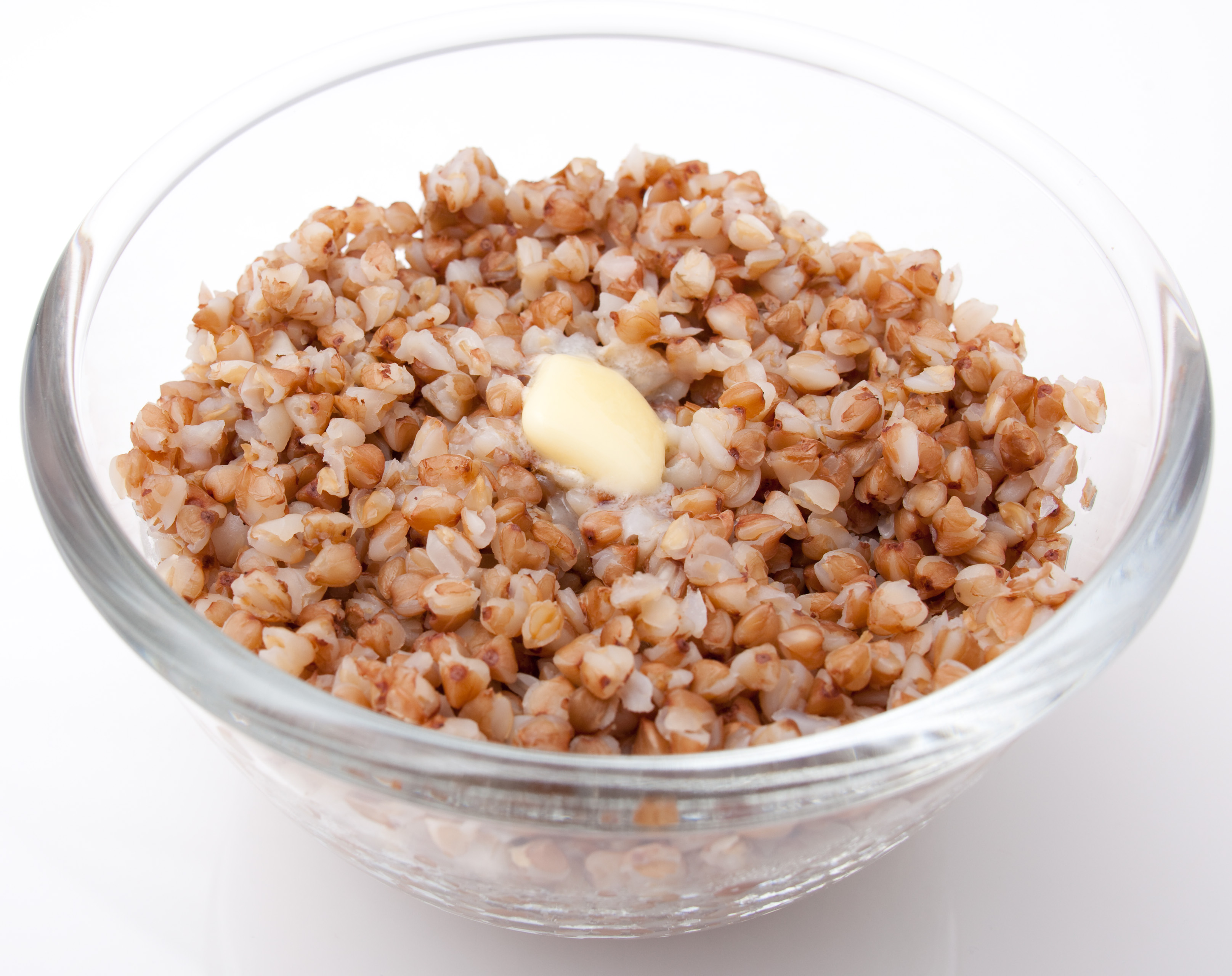
Гречневая каша с маслом
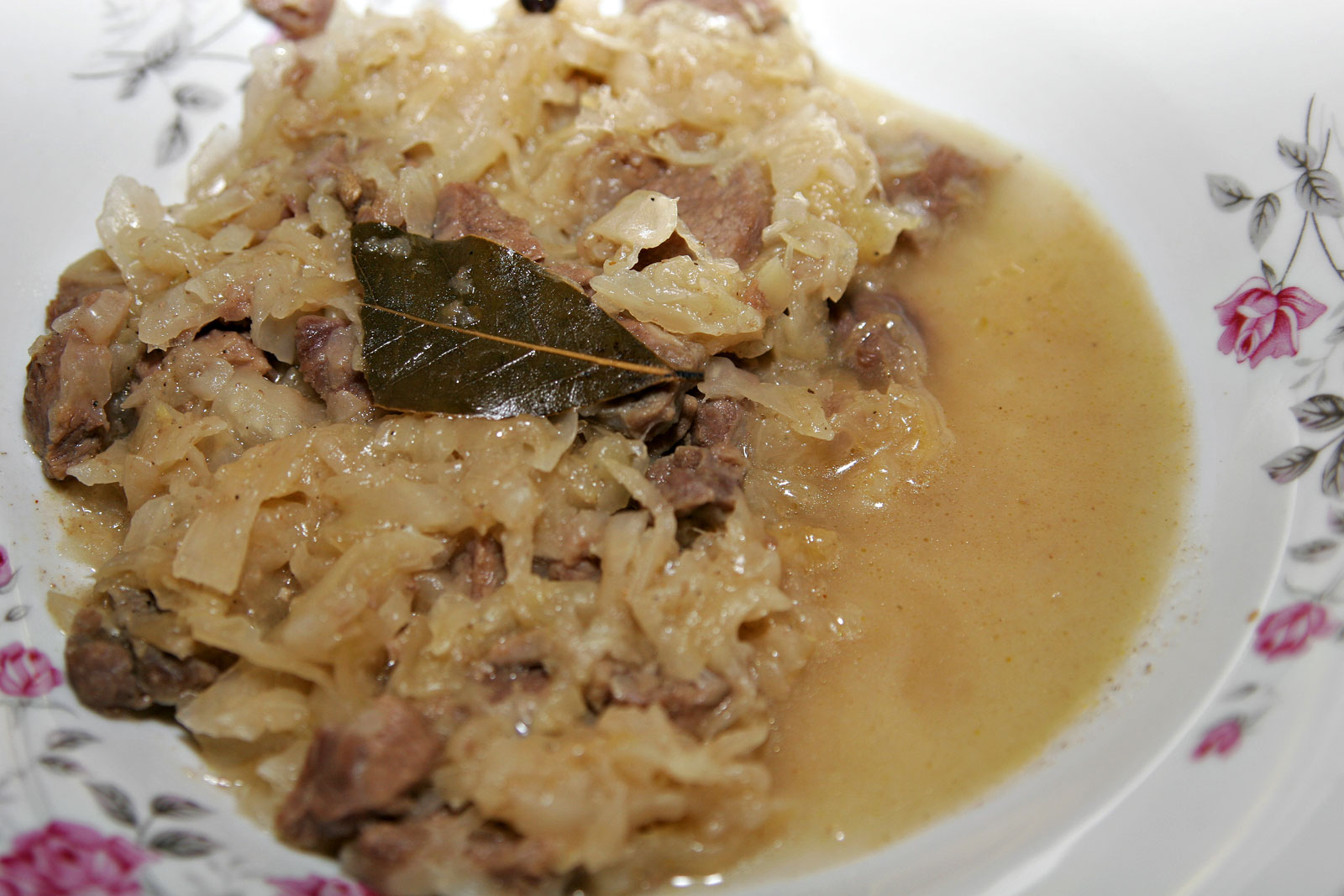
Бигос в тарелке
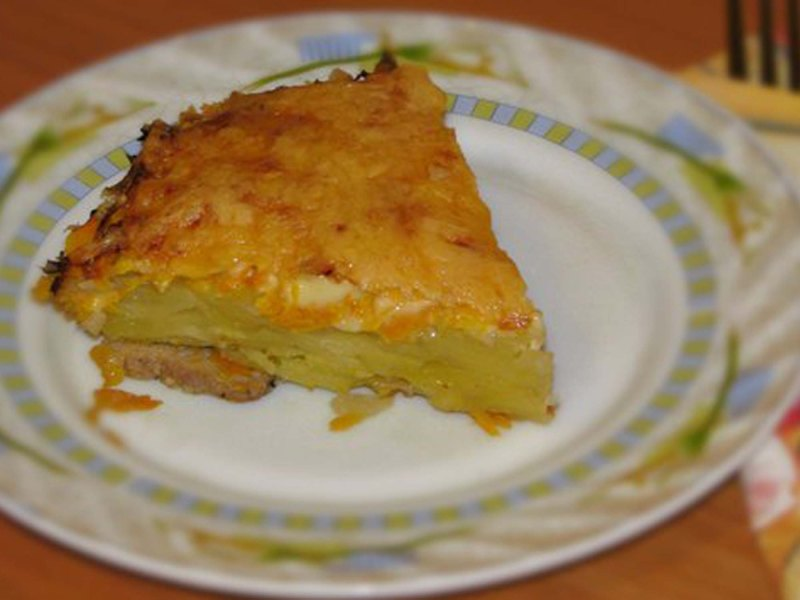
Дрочёна
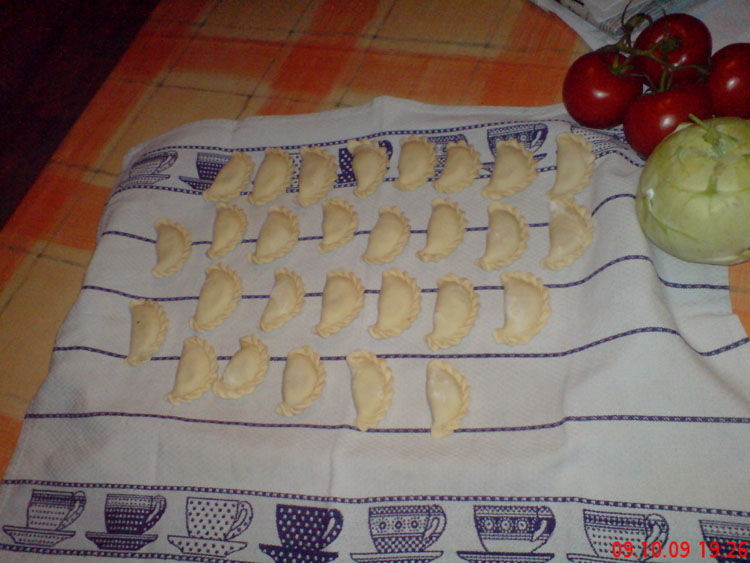
Колдуны с мясом
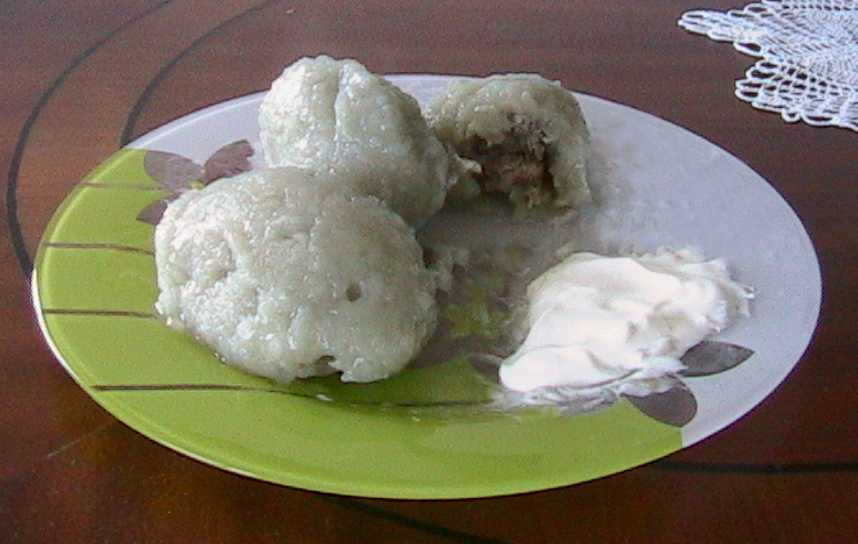
Картофельные колдуны (цеппелины)
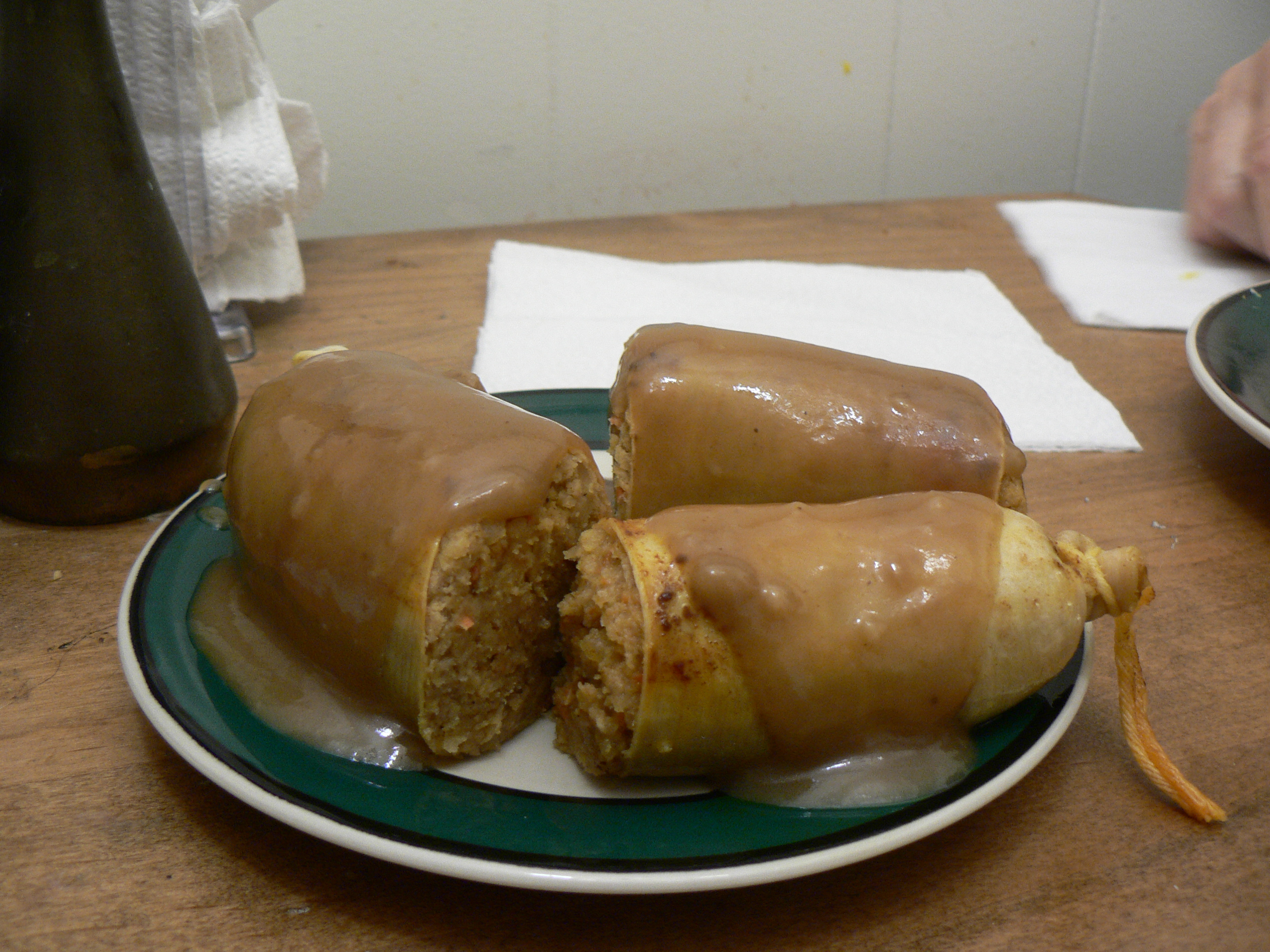
Кишка с соусом
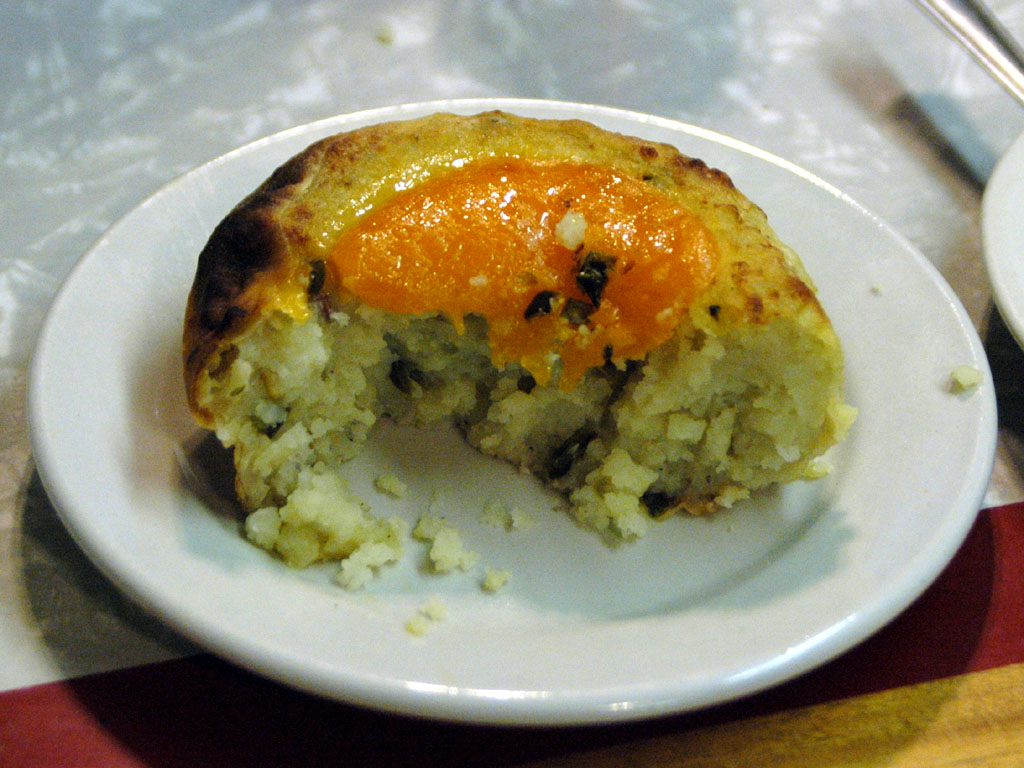
Кныш
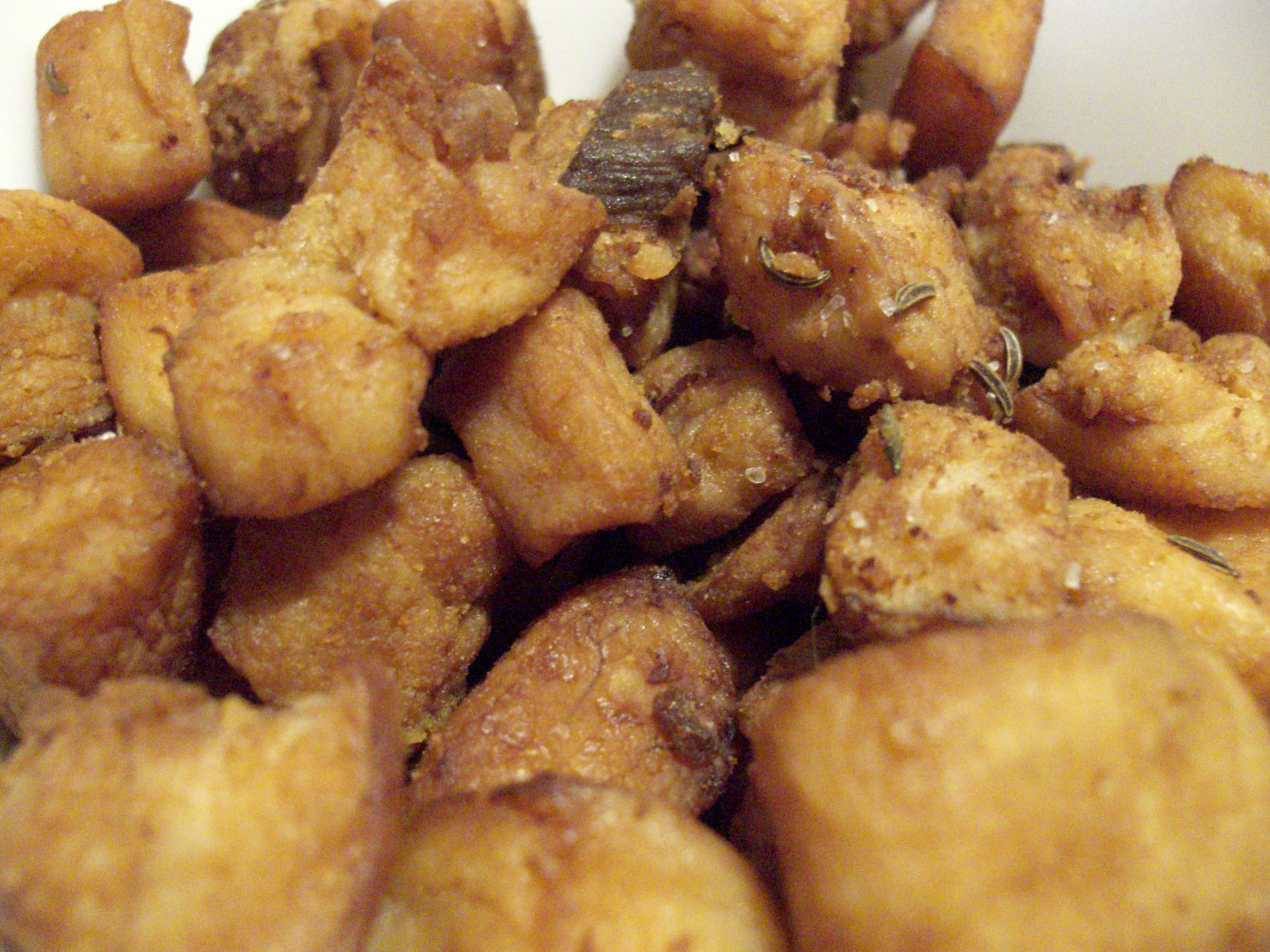
Шкварки
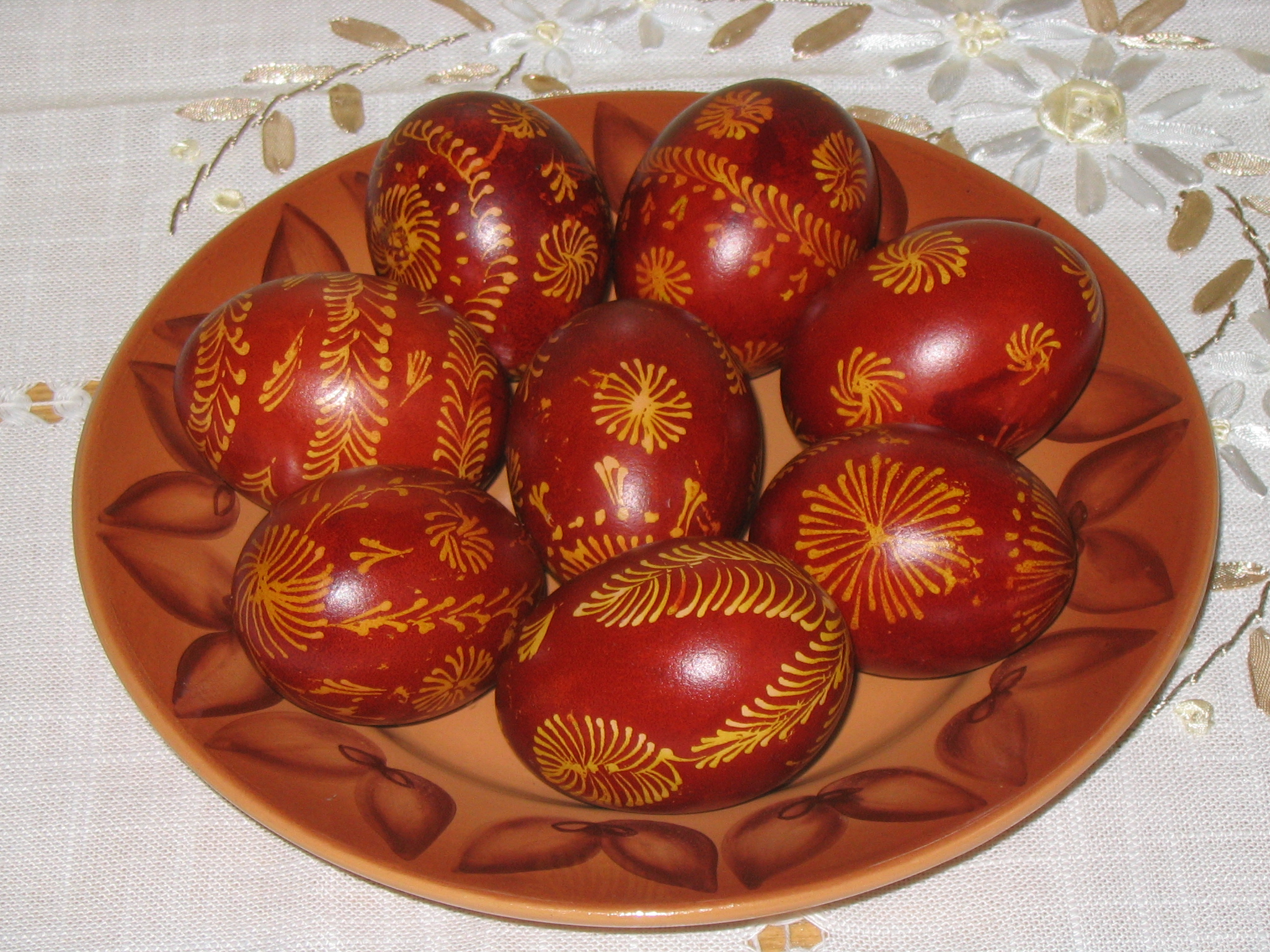
Белорусская писанка
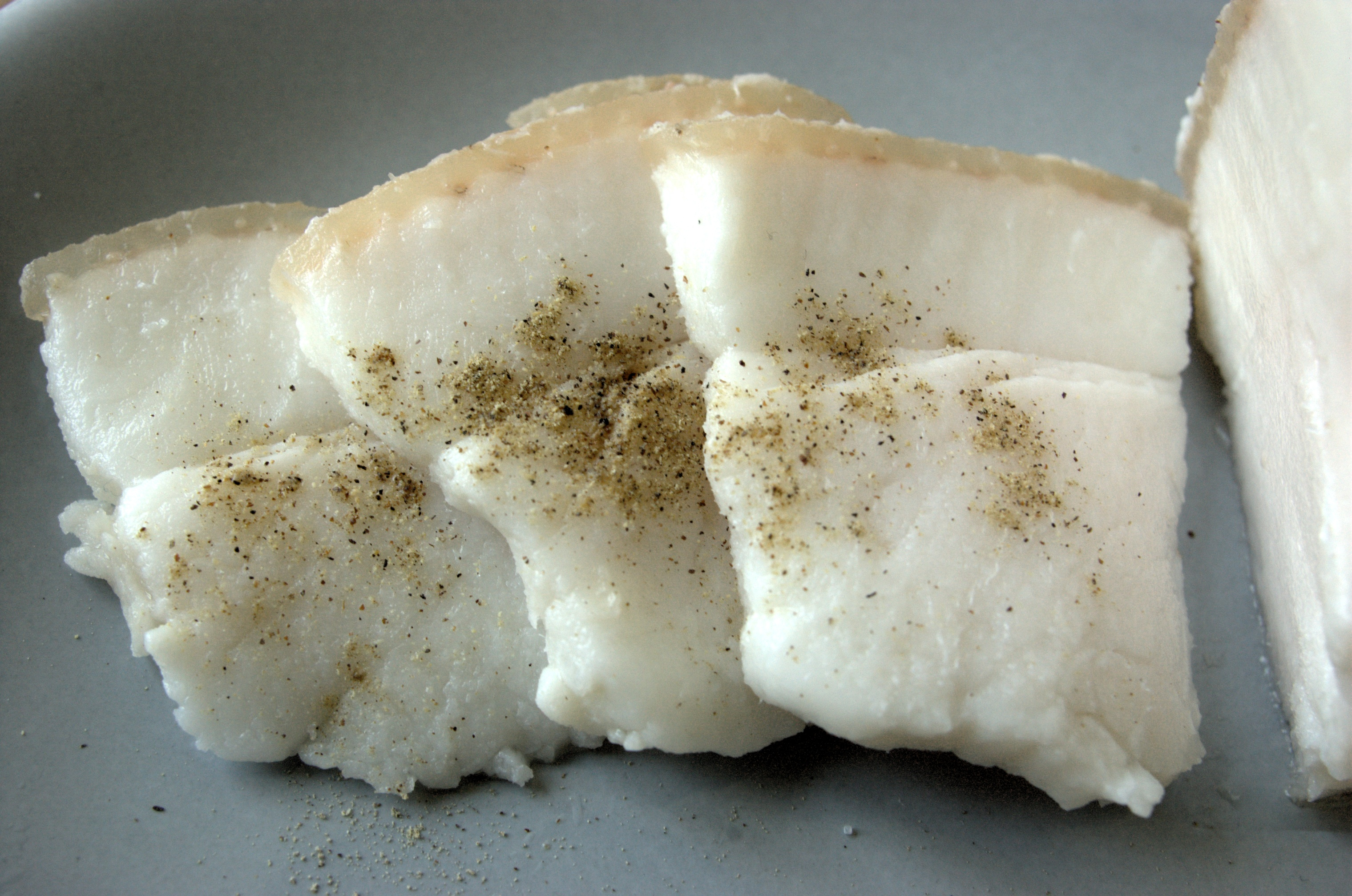
Солёное свиное сало
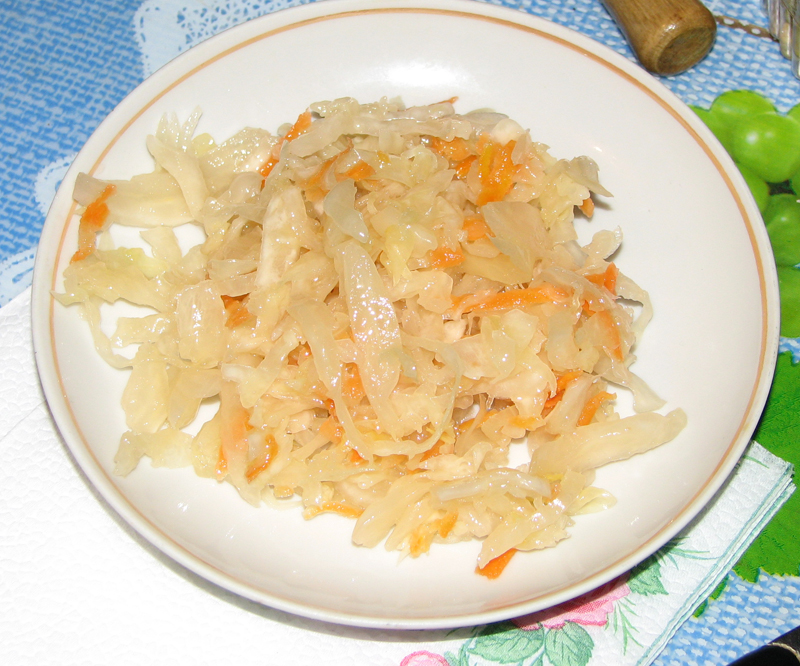
Квашеная капуста с добавлением моркови
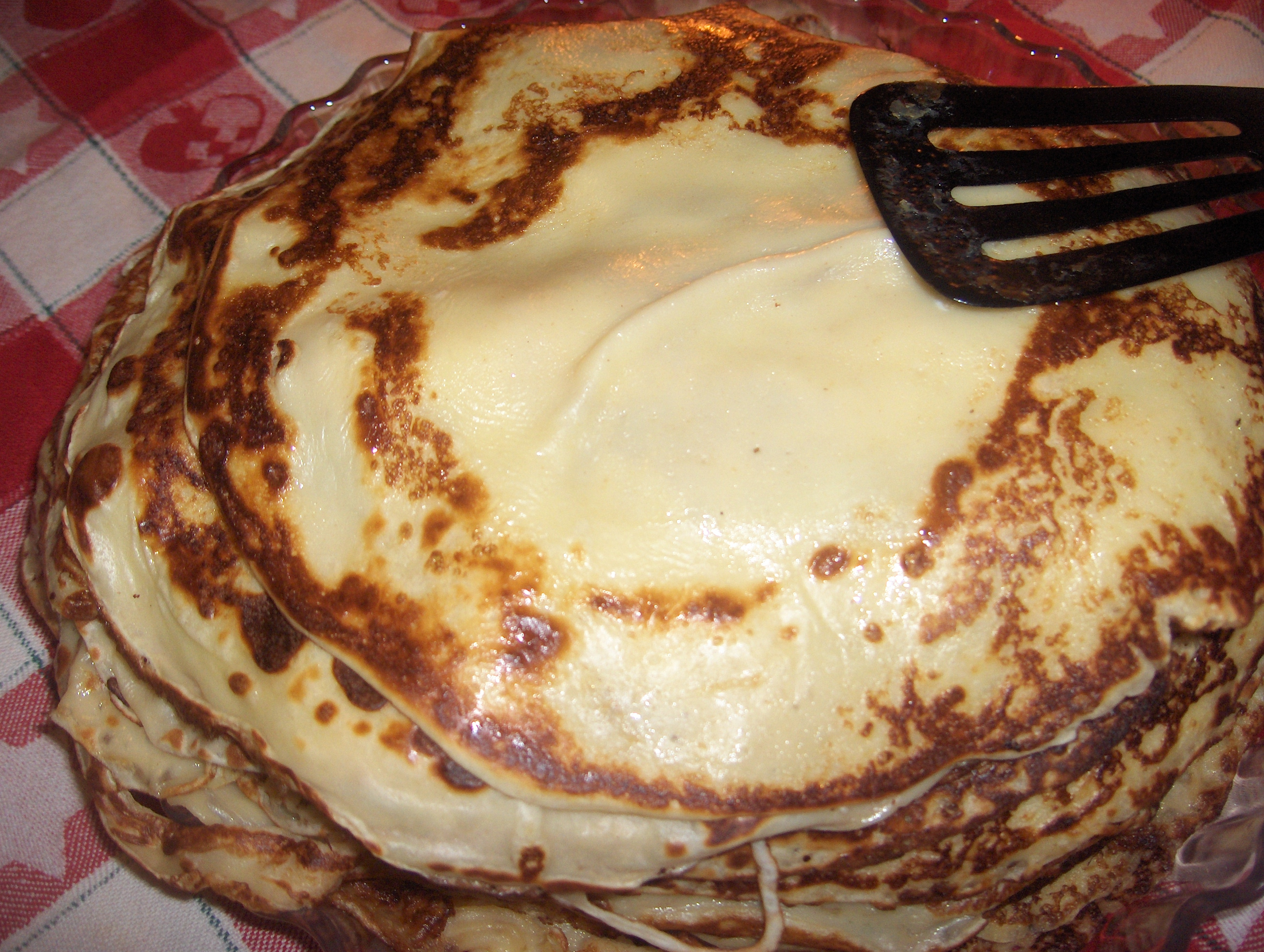
Блины
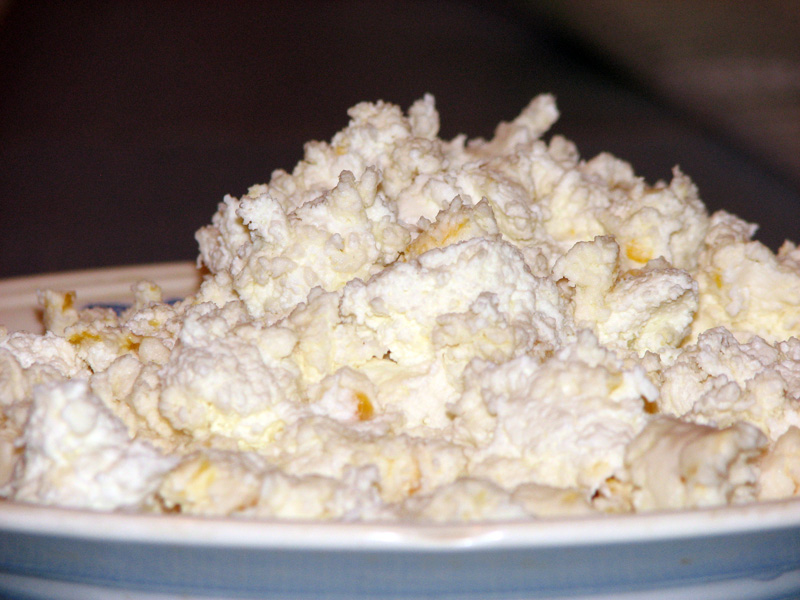
Творог
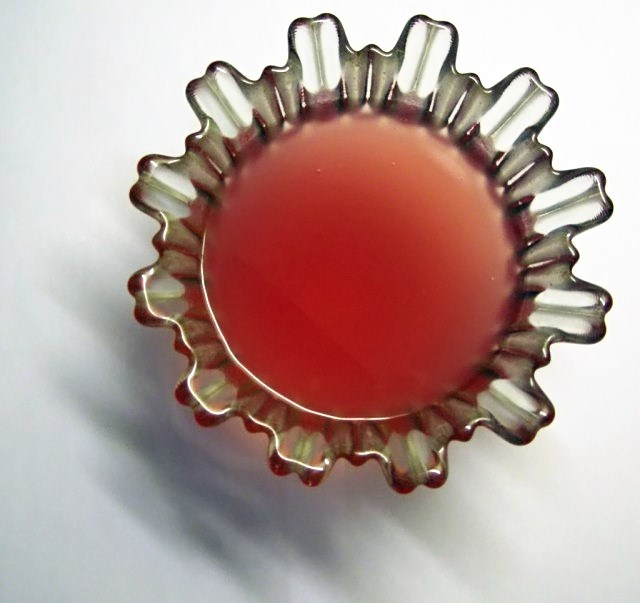
Кисель
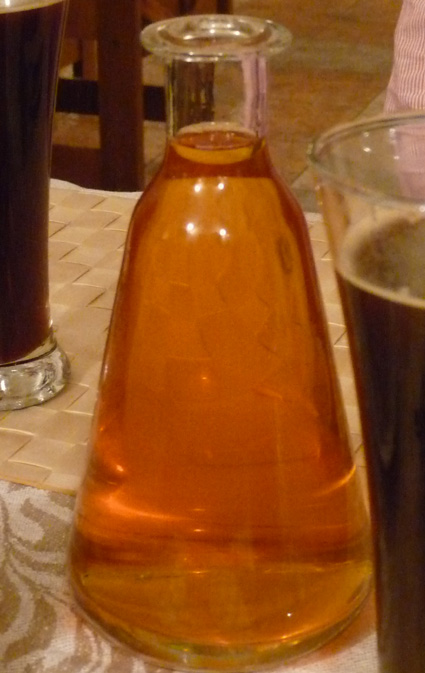
Крамбамбуля
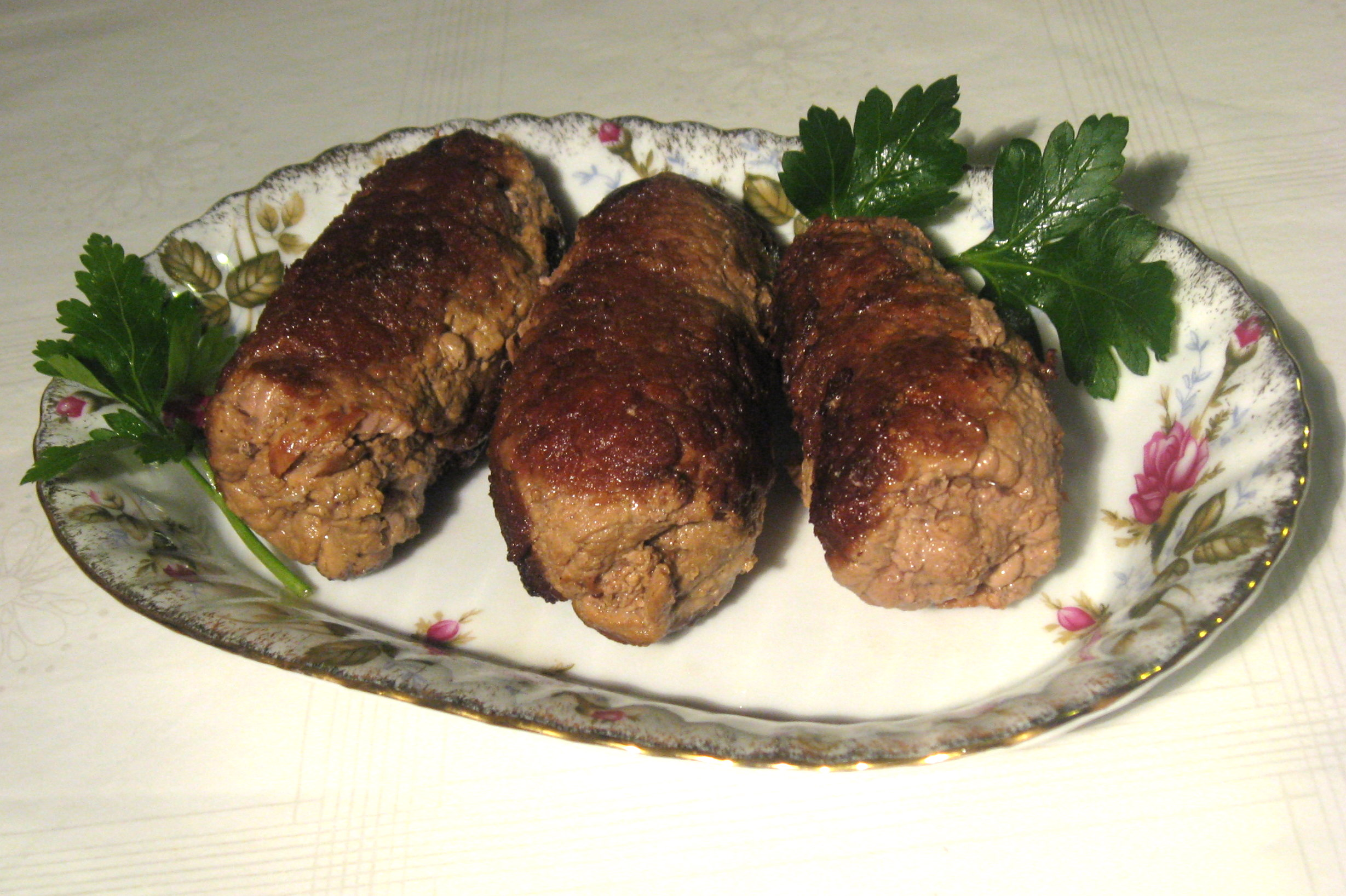
Зразы
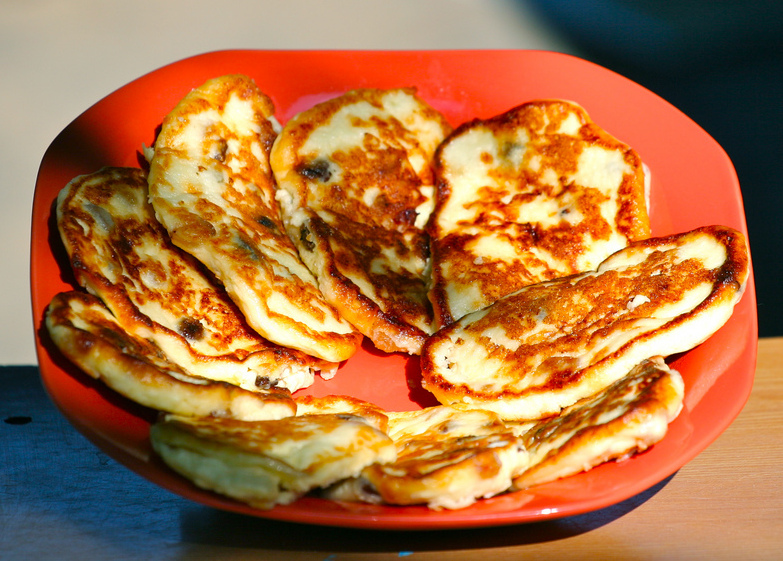
Сырники